# Залізорудна штольня XIV ст.
Залізору́дна што́льня XIV ст. — геологічна пам'ятка природи місцевого значення в Україні. Розташована в межах Ужгородського району Закарпатської області, на північ від села Глибоке. 
Площа 5 га. Статус надано згідно з рішенням облвиконкому від 18.11.1969 року № 414, і від 23.10.1984 року № 253. Перебуває у віданні ДП «Ужгородське ЛГ» (Ужгородське лісництво, кв. 34, вид. 7). 
Статус надано з метою збереження стародавньої (з XIV ст.) залізорудної школьні, розташованої на схилі гори Крупча. Довжина ходів бл. 214 м, глибина — 2,8 м. Штольня є місцем проживання кажанів.